# Senna (film)
Senna är en dokumentärfilm som handlar om den omkomne racerföraren Ayrton Sennas liv. Filmen skildrar mestadels Ayrton Sennas Formel 1 karriär från dess början 1984 fram till hans död 1994.

### Webbkällor
- Senna på Internet Movie Database (engelska)